# Tetracanthella stachi
Tetracanthella stachi är en urinsektsart som beskrevs av Cassagnau 1959. Tetracanthella stachi ingår i släktet Tetracanthella och familjen Isotomidae. Inga underarter finns listade i Catalogue of Life.